# Lieuran-Cabrières
Pour les articles homonymes, voir Cabrières.
Lieuran-Cabrières (en occitan Liuran de Cabrièiras) est une commune française située dans le centre du département de l'Hérault, en région Occitanie.
Exposée à un climat méditerranéen, elle est drainée par la Dourbie et par deux autres cours d'eau. La commune possède un patrimoine naturel remarquable : deux sites Natura 2000 (les « mines de Villeneuvette » et « le Salagou ») et deux zones naturelles d'intérêt écologique, faunistique et floristique.
Lieuran-Cabrières est une commune rurale qui compte 338 habitants en 2022, après avoir connu une forte hausse de la population depuis 1975.

## Géographie

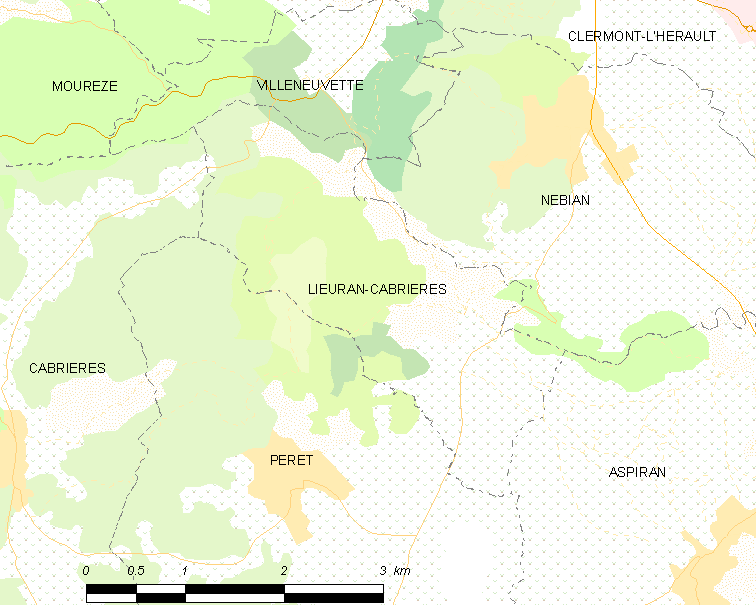
Carte

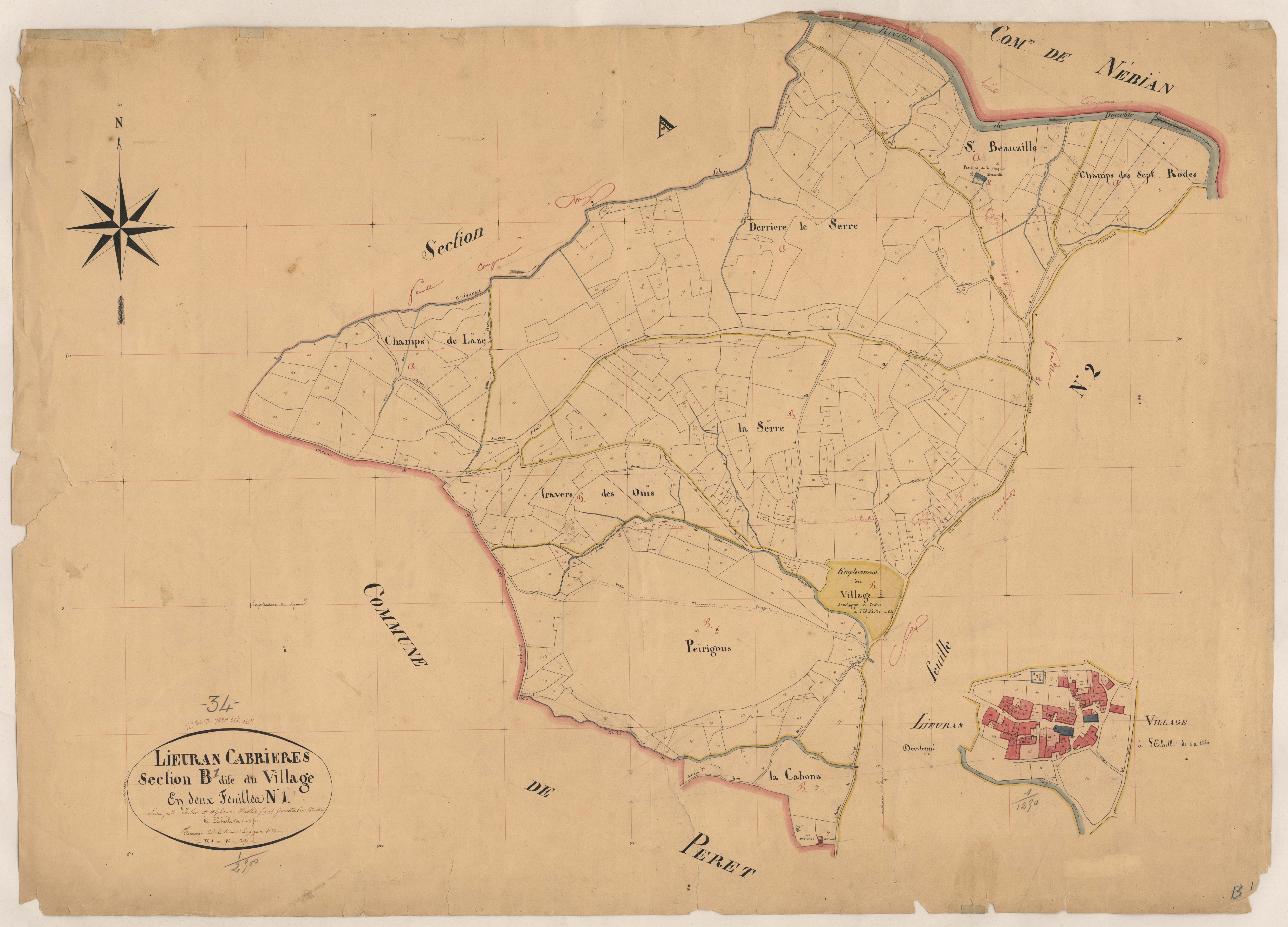
Cadastre napoléonien : plan de la section du Village (1832).

### Communes limitrophes
|           | Villeneuvette     |         |
| Cabrières | Lieuran-Cabrières | Nébian  |
| Péret     |                   | Aspiran |

### Climat
Pour des articles plus généraux, voir Climat de l'Occitanie et Climat de l'Hérault.
En 2010, le climat de la commune est de type climat méditerranéen franc, selon une étude s'appuyant sur une série de données couvrant la période 1971-2000. En 2020, Météo-France publie une typologie des climats de la France métropolitaine dans laquelle la commune est exposée à un climat méditerranéen et est dans la région climatique  Provence, Languedoc-Roussillon, caractérisée par une pluviométrie faible en été, un très bon ensoleillement (2 600 h/an), un été chaud (21,5 °C), un air très sec en été, sec en toutes saisons, des vents forts (fréquence de 40 à 50 % de vents > 5 m/s) et peu de brouillards.
Pour la période 1971-2000, la température annuelle moyenne est de 14,3 °C, avec une amplitude thermique annuelle de 16,2 °C. Le cumul annuel moyen de précipitations est de 803 mm, avec 6,7 jours de précipitations en janvier et 2,6 jours en juillet. Pour la période 1991-2020, la température moyenne annuelle observée sur la station météorologique la plus proche, située sur la commune de Saint-André-de-Sangonis à 10 km à vol d'oiseau, est de 15,5 °C et le cumul annuel moyen de précipitations est de 652,4 mm,. Pour l'avenir, les paramètres climatiques de la commune estimés pour 2050 selon différents scénarios d'émission de gaz à effet de serre sont consultables sur un site dédié publié par Météo-France en novembre 2022.

### Milieux naturels et biodiversité

#### Réseau Natura 2000

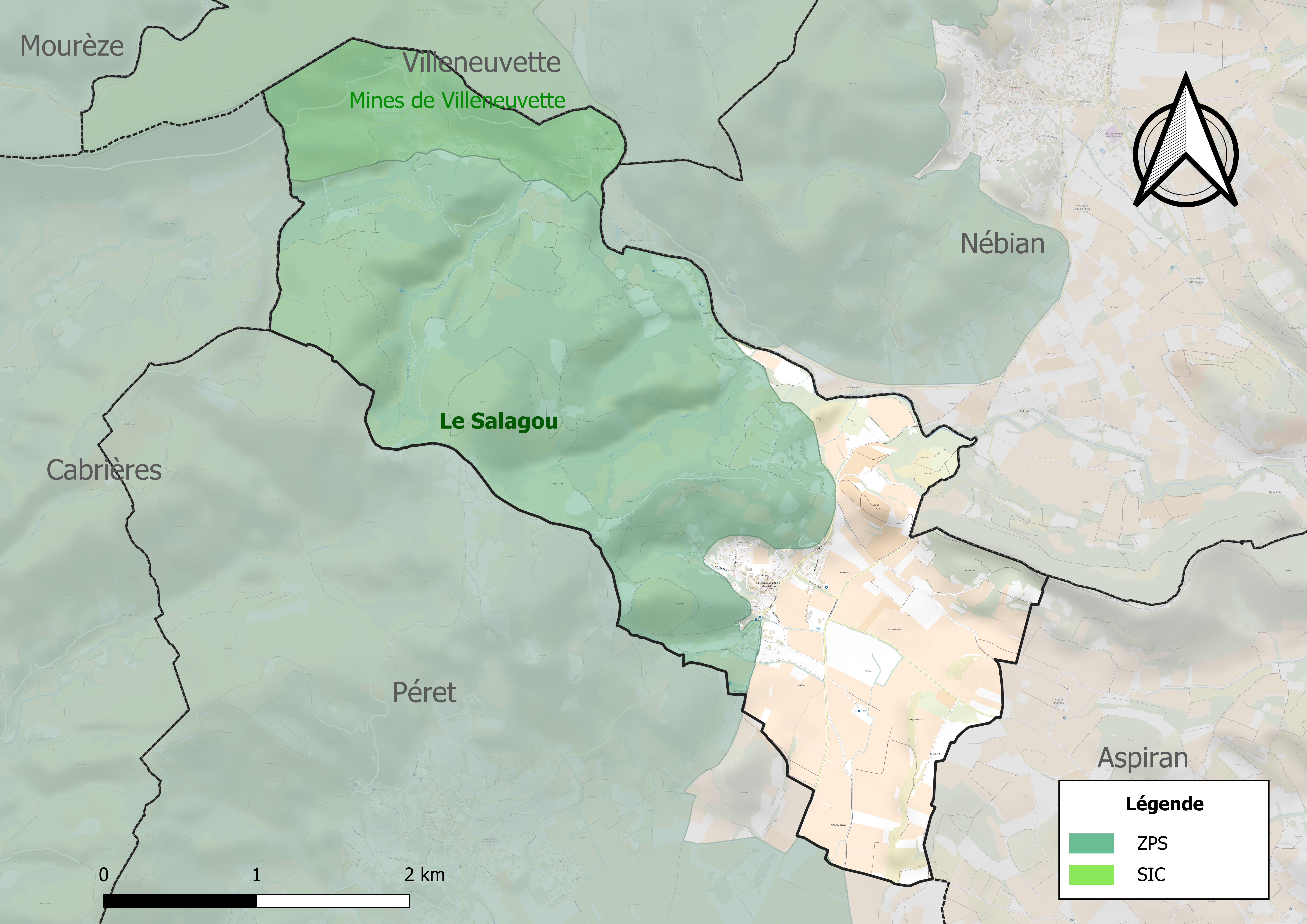
Site Natura 2000 sur le territoire communal.

Le réseau Natura 2000 est un réseau écologique européen de sites naturels d'intérêt écologique élaboré à partir des directives habitats et oiseaux, constitué de zones spéciales de conservation (ZSC) et de zones de protection spéciale (ZPS).
Un site Natura 2000 a été défini sur la commune au titre de la directive habitats :
- les « mines de Villeneuvette », d'une superficie de 255 ha, abritant d'importantes colonies de chauve-souris : Minioptère de Schreibers (transit), Vespertilion de Capaccini, Grands rhinolophes[9]

et un au titre de la directive oiseaux : 
- « le Salagou », d'une superficie de 12 794 ha, effectuant la transition entre la plaine languedocienne et les premiers contreforts de la montagne Noire et du Larzac. Outre l'aigle de Bonelli, trois autres espèces d'oiseaux ont également été prises en compte dans la délimitation de la ZPS, l'Outarde canepetière, le Blongios nain et le Busard cendré[10].

#### Zones naturelles d'intérêt écologique, faunistique et floristique
L’inventaire des zones naturelles d'intérêt écologique, faunistique et floristique (ZNIEFF) a pour objectif de réaliser une couverture des zones les plus intéressantes sur le plan écologique, essentiellement dans la perspective d’améliorer la connaissance du patrimoine naturel national et de fournir aux différents décideurs un outil d’aide à la prise en compte de l’environnement dans l’aménagement du territoire.
Une ZNIEFF de type 1 est recensée sur la commune :
les « mines de Villeneuvette » (175 ha), couvrant 2 communes du département et une ZNIEFF de type 2, : 
le « massif de Mourèze et la plaine agricole et garrigues de Péret » (8 126 ha), couvrant 13 communes du département.

Carte des ZNIEFF de type 1 et 2 à Lieuran-Cabrières.
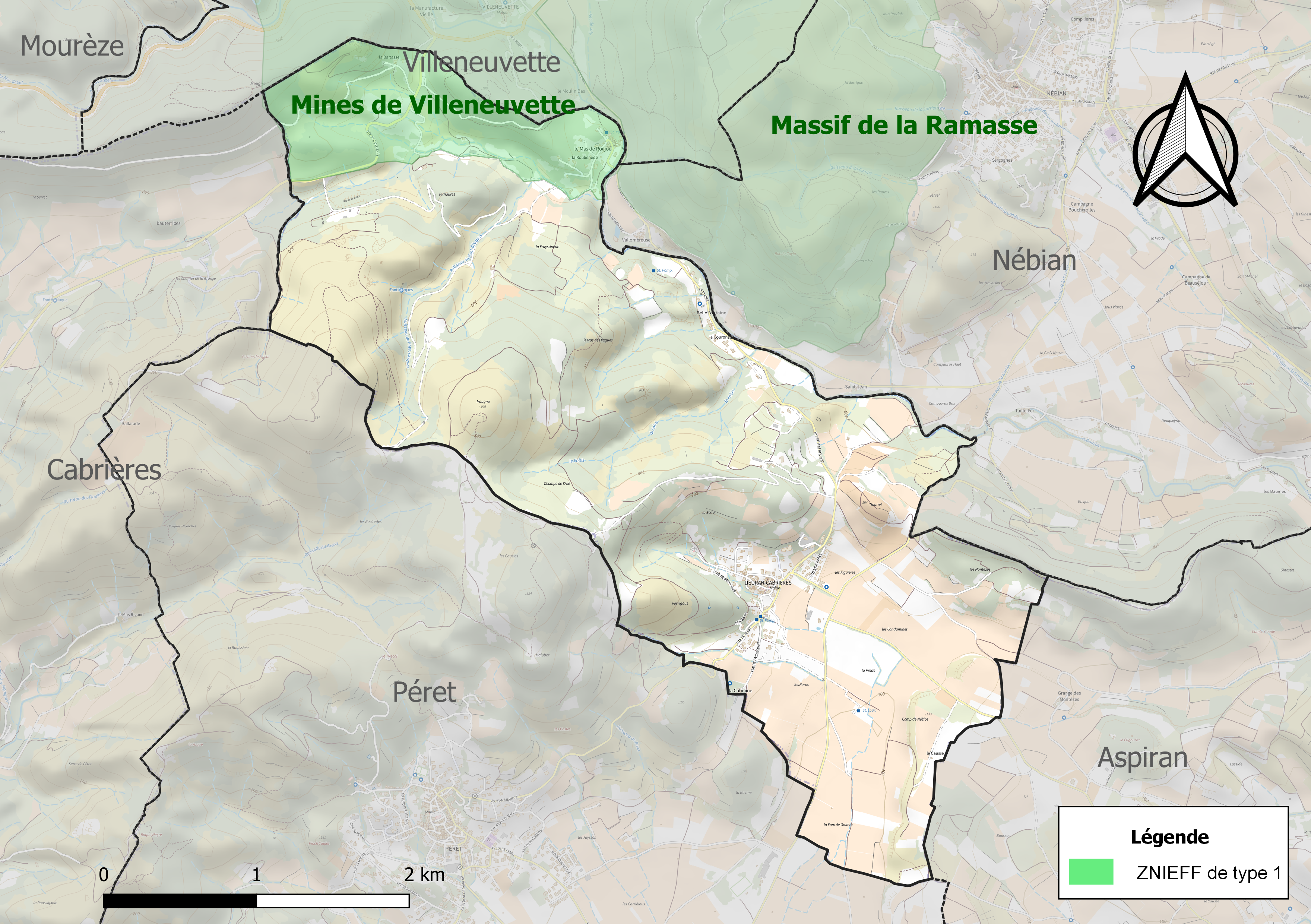
Carte de la ZNIEFF de type 1 sur la commune.
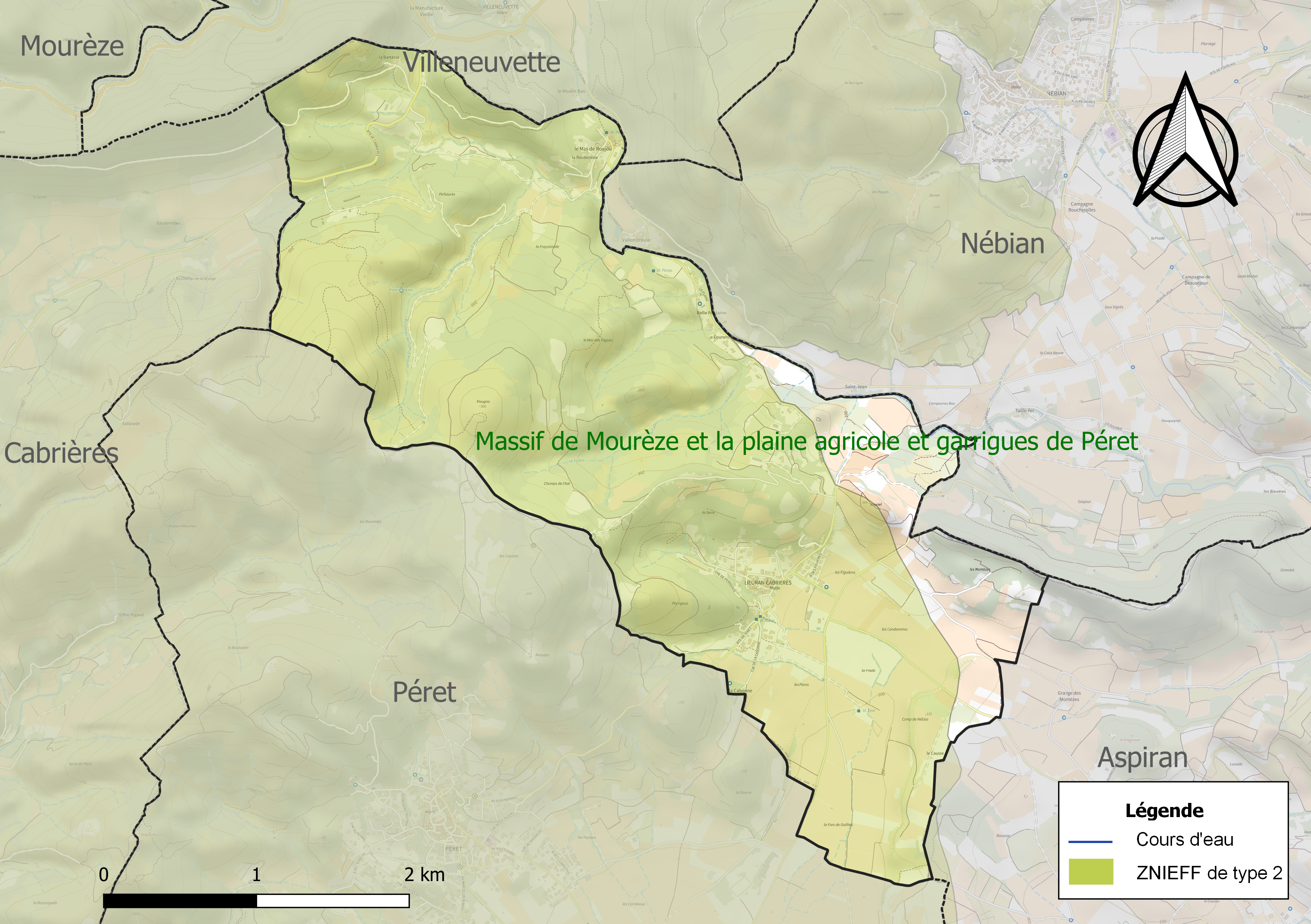
Carte de la ZNIEFF de type 2 sur la commune.

## Urbanisme

### Typologie
Au 1er janvier 2024, Lieuran-Cabrières est catégorisée commune rurale à habitat dispersé, selon la nouvelle grille communale de densité à sept niveaux définie par l'Insee en 2022.
Elle est située hors unité urbaine et hors attraction des villes,.

### Occupation des sols
L'occupation des sols de la commune, telle qu'elle ressort de la base de données européenne d’occupation biophysique des sols Corine Land Cover (CLC), est marquée par l'importance des forêts et milieux semi-naturels (52 % en 2018), une proportion identique à celle de 1990 (52 %). La répartition détaillée en 2018 est la suivante : 
milieux à végétation arbustive et/ou herbacée (44,5 %), zones agricoles hétérogènes (26,7 %), cultures permanentes (21,3 %), forêts (7,4 %). L'évolution de l’occupation des sols de la commune et de ses infrastructures peut être observée sur les différentes représentations cartographiques du territoire : la carte de Cassini (XVIIIe siècle), la carte d'état-major (1820-1866) et les cartes ou photos aériennes de l'IGN pour la période actuelle (1950 à aujourd'hui).

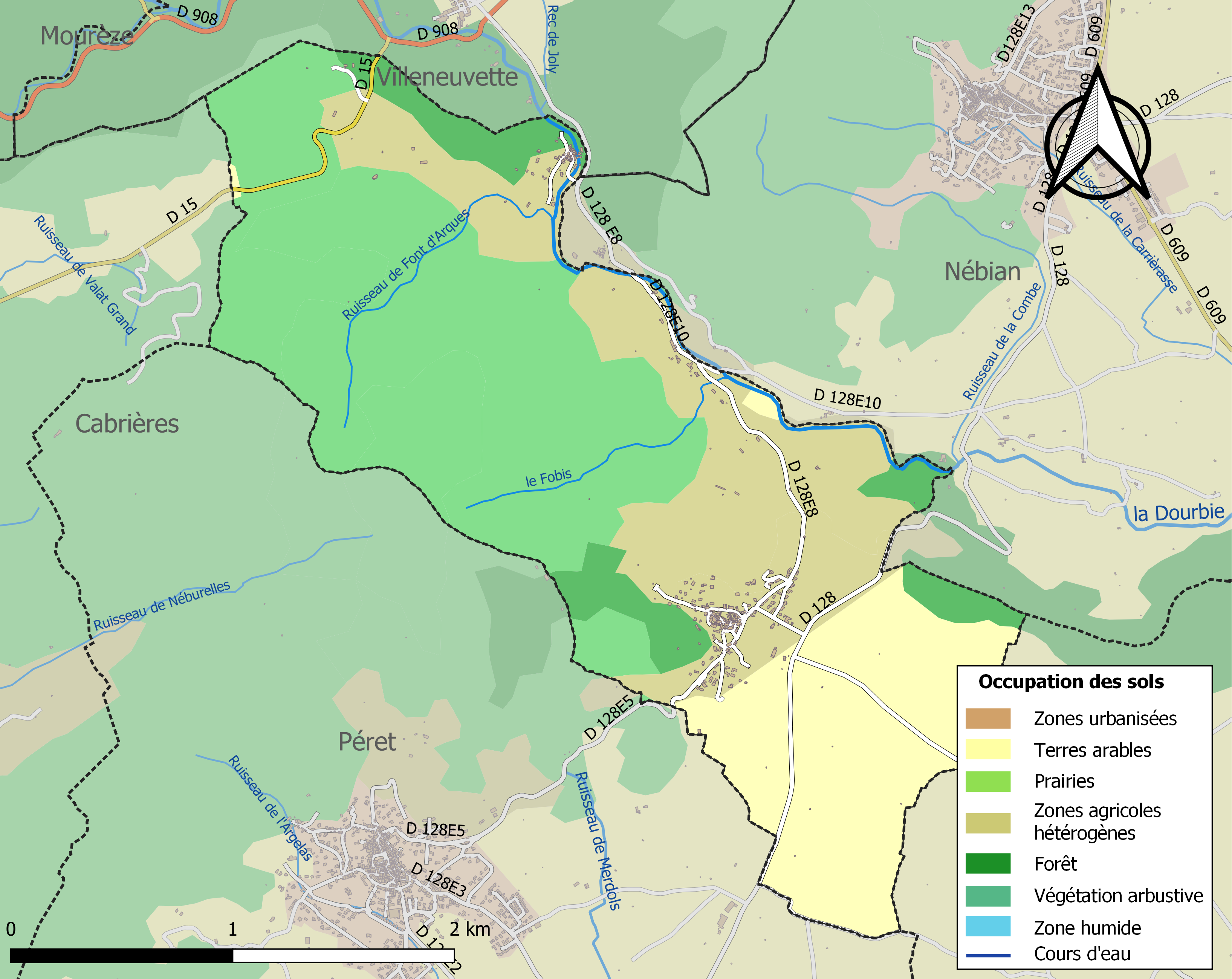
Carte des infrastructures et de l'occupation des sols de la commune en 2018 (CLC).

### Risques majeurs
Le territoire de la commune de Lieuran-Cabrières est vulnérable à différents aléas naturels : météorologiques (tempête, orage, neige, grand froid, canicule ou sécheresse), inondations, feux de forêts et séisme (sismicité faible). Il est également exposé à un risque particulier : le risque de radon. Un site publié par le BRGM permet d'évaluer simplement et rapidement les risques d'un bien localisé soit par son adresse soit par le numéro de sa parcelle.

#### Risques naturels
Certaines parties du territoire communal sont susceptibles d’être affectées par le risque d’inondation par débordement de cours d'eau, notamment la Dourbie. La commune a été reconnue en état de catastrophe naturelle au titre des dommages causés par les inondations et coulées de boue survenues en 1982, 2014 et 2019,.
Lieuran-Cabrières est exposée au risque de feu de forêt. Un plan départemental de protection des forêts contre les incendies (PDPFCI) a été approuvé en juin 2013 et court jusqu'en 2022, où il doit être renouvelé. Les mesures individuelles de prévention contre les incendies sont précisées par deux arrêtés préfectoraux et s’appliquent dans les zones exposées aux incendies de forêt et à moins de 200 mètres de celles-ci. L’arrêté du 25 avril 2002 réglemente l'emploi du feu en interdisant notamment d’apporter du feu, de fumer et de jeter des mégots de cigarette dans les espaces sensibles et sur les voies qui les traversent sous peine de sanctions. L'arrêté du 11 mars 2013 rend le débroussaillement obligatoire, incombant au propriétaire ou ayant droit,.

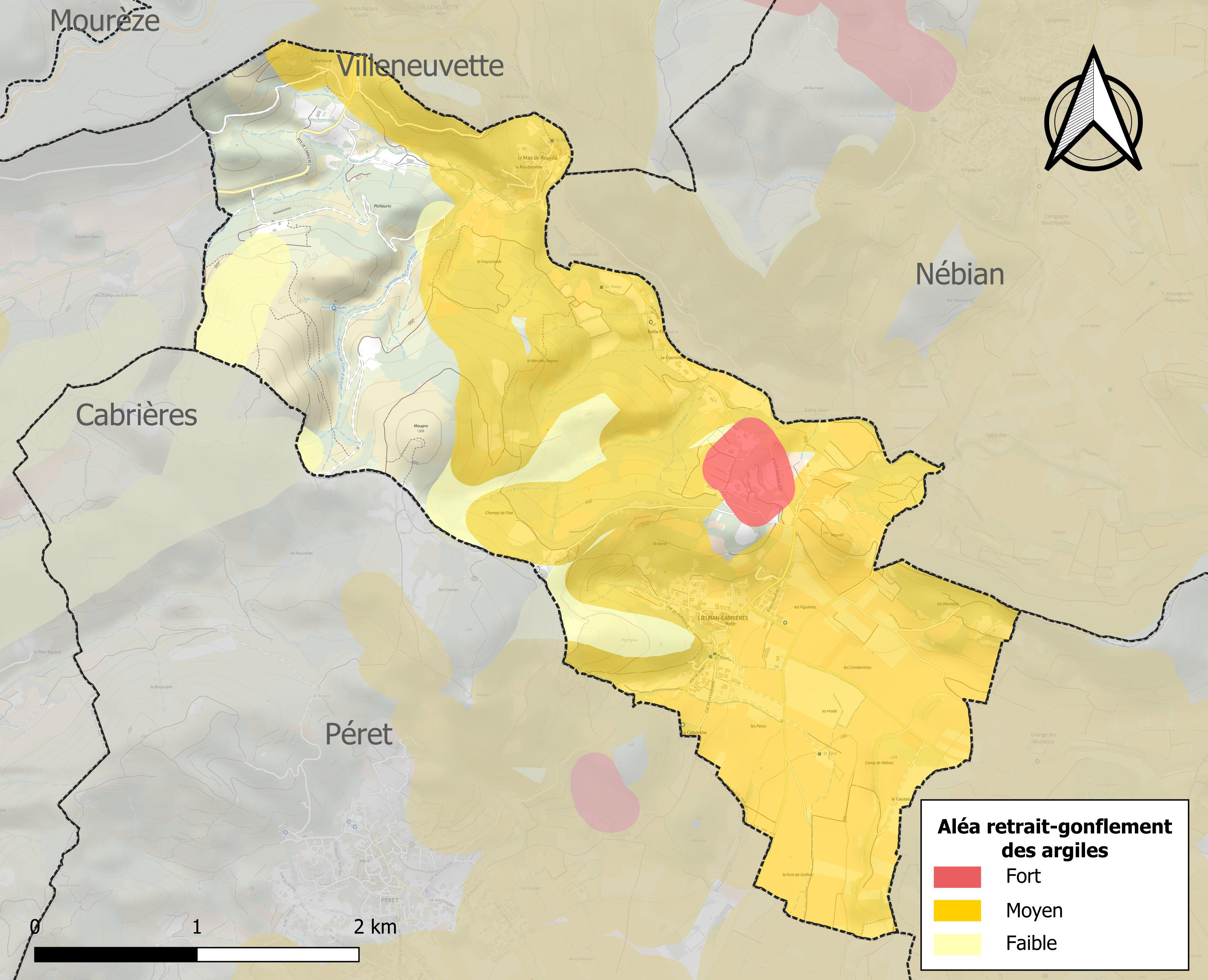
Carte des zones d'aléa retrait-gonflement des sols argileux de Lieuran-Cabrières.

Le retrait-gonflement des sols argileux est susceptible d'engendrer des dommages importants aux bâtiments en cas d’alternance de périodes de sécheresse et de pluie. 68,8 % de la superficie communale est en aléa moyen ou fort (59,3 % au niveau départemental et 48,5 % au niveau national). Sur les 170 bâtiments dénombrés sur la commune en 2019, 168 sont en aléa moyen ou fort, soit 99 %, à comparer aux 85 % au niveau départemental et 54 % au niveau national. Une cartographie de l'exposition du territoire national au retrait gonflement des sols argileux est disponible sur le site du BRGM,.
Par ailleurs, afin de mieux appréhender le risque d’affaissement de terrain, l'inventaire national des cavités souterraines permet de localiser celles situées sur la commune.

#### Risque particulier
Dans plusieurs parties du territoire national, le radon, accumulé dans certains logements ou autres locaux, peut constituer une source significative d’exposition de la population aux rayonnements ionisants. Certaines communes du département sont concernées par le risque radon à un niveau plus ou moins élevé. Selon la classification de 2018, la commune de Lieuran-Cabrières est classée en zone 2, à savoir zone à potentiel radon faible mais sur lesquelles des facteurs géologiques particuliers peuvent faciliter le transfert du radon vers les bâtiments.

## Politique et administration
| Période   | Période   | Identité             | Étiquette | Qualité                    |
| --------- | --------- | -------------------- | --------- | -------------------------- |
| 1789      | 1795      | Joseph Négrou        |           |                            |
| 1795      | 1796      | Guillaume Négrou     |           |                            |
| 1796      | 1797      | Pierre Allary        |           |                            |
| 1797      | 1798      | Mathieu Dautheribes  |           |                            |
| 1798      | 1802      | Joseph Négrou        |           |                            |
| 1802      | 1805      | Guillaume Négrou     |           |                            |
| 1805      | 1807      | Etienne Négrou       |           |                            |
| 1807      | 1826      | Mathieu Dautheribes  |           |                            |
| 1826      | 1840      | Jean Joseph Cabassut |           |                            |
| 1840      | 1848      | François Donnadieu   |           |                            |
| 1848      | 1852      | Gustave Négrou       |           |                            |
| 1852      | 1870      | Spiridion Donnadieu  |           |                            |
| 1870      | 1874      | Ulysse Cabassut      |           |                            |
| 1874      | 1876      | Spiridion Donnadieu  |           |                            |
| 1876      | 1888      | Charles Bertrand     |           |                            |
| 1888      | 1896      | Fulcran Roqueplane   |           |                            |
| 1896      | 1901      | Antoine Delmas       |           |                            |
| 1901      | 1908      | Elie Lugagne         |           |                            |
| 1908      | 1944      | Lucien Reynes        |           |                            |
| 1944      | 1945      | Jean Bonniol         |           |                            |
| 1945      | 1953      | Raoul Hugounenc      |           |                            |
| 1953      | 1957      | Ernest Reynes        |           |                            |
| 1957      | 1959      | Raoul Hugounenc      |           |                            |
| 1959      | 1971      | Pierre Ollier        |           |                            |
| 1971      | mars 2008 | André Ruas           | SE        |                            |
| mars 2008 | juin 2020 | Alain Blanquer       | SE        | Retraité de l'enseignement |
| juin 2020 | En cours  | Jean-Philippe Ollier | SE        | Artisan-mécanicien         |

## Démographie
L'évolution du nombre d'habitants est connue à travers les recensements de la population effectués dans la commune depuis 1793. Pour les communes de moins de 10 000 habitants, une enquête de recensement portant sur toute la population est réalisée tous les cinq ans, les populations de référence des années intermédiaires étant quant à elles estimées par interpolation ou extrapolation. Pour la commune, le premier recensement exhaustif entrant dans le cadre du nouveau dispositif a été réalisé en 2006.

En 2022, la commune comptait 338 habitants, en évolution de +4,32 % par rapport à 2016 (Hérault : +7,49 %, France hors Mayotte : +2,11 %).
| 1793 | 1800 | 1806 | 1821 | 1831 | 1836 | 1841 | 1846 | 1851 |
| ---- | ---- | ---- | ---- | ---- | ---- | ---- | ---- | ---- |
| 150  | 143  | 201  | 205  | 236  | 236  | 303  | 289  | 271  |

| 1856 | 1861 | 1866 | 1872 | 1876 | 1881 | 1886 | 1891 | 1896 |
| ---- | ---- | ---- | ---- | ---- | ---- | ---- | ---- | ---- |
| 263  | 272  | 251  | 245  | 241  | 241  | 255  | 214  | 195  |

| 1901 | 1906 | 1911 | 1921 | 1926 | 1931 | 1936 | 1946 | 1954 |
| ---- | ---- | ---- | ---- | ---- | ---- | ---- | ---- | ---- |
| 224  | 232  | 231  | 222  | 227  | 221  | 225  | 149  | 168  |

| 1962 | 1968 | 1975 | 1982 | 1990 | 1999 | 2006 | 2011 | 2016 |
| ---- | ---- | ---- | ---- | ---- | ---- | ---- | ---- | ---- |
| 152  | 181  | 137  | 140  | 166  | 184  | 245  | 286  | 324  |

| 2021 | 2022 | - | - | - | - | - | - | - |
| ---- | ---- | - | - | - | - | - | - | - |
| 336  | 338  | - | - | - | - | - | - | - |

## Économie

### Revenus
En 2018, la commune compte 141 ménages fiscaux, regroupant 333 personnes. La médiane du revenu disponible par unité de consommation est de 20 380 € (20 330 € dans le département).

### Emploi
|                | 2008   | 2013   | 2018   |
| -------------- | ------ | ------ | ------ |
| Commune        | 6,8 %  | 9 %    | 11,2 % |
| Département    | 10,1 % | 11,9 % | 12 %   |
| France entière | 8,3 %  | 10 %   | 10 %   |

En 2018, la population âgée de 15 à 64 ans s'élève à 209 personnes, parmi lesquelles on compte 71,2 % d'actifs (60 % ayant un emploi et 11,2 % de chômeurs) et 28,8 % d'inactifs,. En  2018, le taux de chômage communal (au sens du recensement) des 15-64 ans est inférieur à celui du département, mais supérieur à celui de la France, alors qu'en 2008 il était inférieur à celui de la France.
La commune est hors attraction des villes,. Elle compte 33 emplois en 2018, contre 32 en 2013 et 31 en 2008. Le nombre d'actifs ayant un emploi résidant dans la commune est de 126, soit un indicateur de concentration d'emploi de 26 % et un taux d'activité parmi les 15 ans ou plus de 54,3 %.
Sur ces 126 actifs de 15 ans ou plus ayant un emploi, 25 travaillent dans la commune, soit 20 % des habitants. Pour se rendre au travail, 92,7 % des habitants utilisent un véhicule personnel ou de fonction à quatre roues, 0,8 % les transports en commun, 0,8 % s'y rendent en deux-roues, à vélo ou à pied et 5,7 % n'ont pas besoin de transport (travail au domicile).

### Activités hors agriculture
30 établissements sont implantés  à Lieuran-Cabrières au 31 décembre 2019.
Le secteur des activités spécialisées, scientifiques et techniques et des activités de services administratifs et de soutien est prépondérant sur la commune puisqu'il représente 26,7 % du nombre total d'établissements de la commune (8 sur les 30 entreprises implantées  à Lieuran-Cabrières), contre 17,1 % au niveau départemental.

### Agriculture
|               | 1988 | 2000 | 2010 | 2020 |
| ------------- | ---- | ---- | ---- | ---- |
| Exploitations | 21   | 25   | 19   | 9    |
| SAU (ha)      | 169  | 131  | 73   | 31   |

La commune est dans la « Plaine viticole », une petite région agricole occupant la bande côtière du département de l'Hérault. En 2020, l'orientation technico-économique de l'agriculture  sur la commune est la viticulture. Neuf exploitations agricoles ayant leur siège dans la commune sont dénombrées lors du recensement agricole de 2020 (21 en 1988). La superficie agricole utilisée est de 31 ha,,.

## Culture locale et patrimoine

### Lieux et monuments
La commune est composée d'un bourg principal, d'un lieu-dit appelé Bellefontaine, et d'un hameau appelé le Mas de Roujou. Le hameau et le lieu-dit sont en bordure de la Dourbie, petite rivière prenant sa source dans le cirque de Mourèze.
- Église Notre-Dame-de-la-Salette du Mas Roujou.
- Église Saint-Martin de Lieuran-Cabrières.

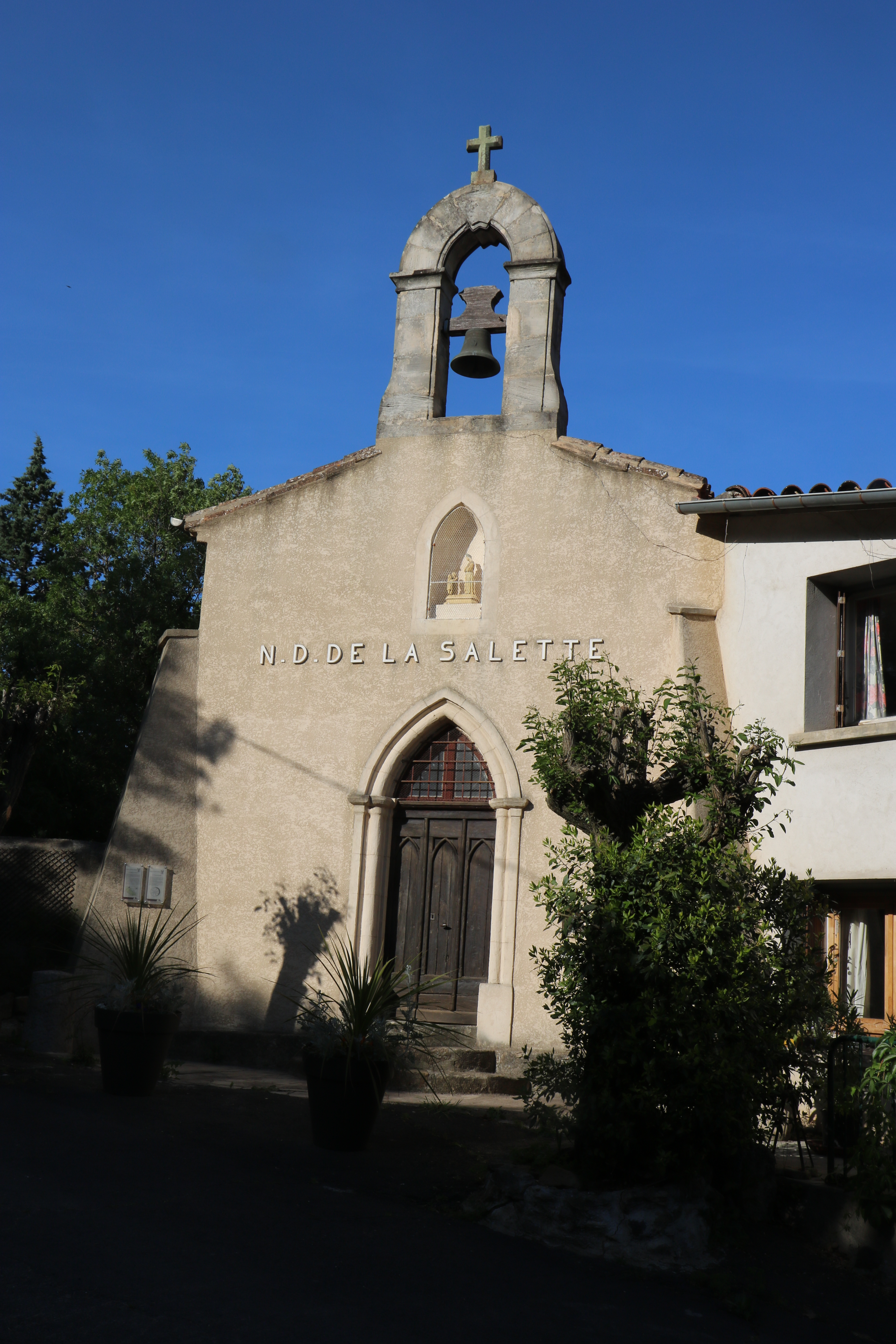
Église Notre-Dame-de-la-Salette du Mas Roujou.
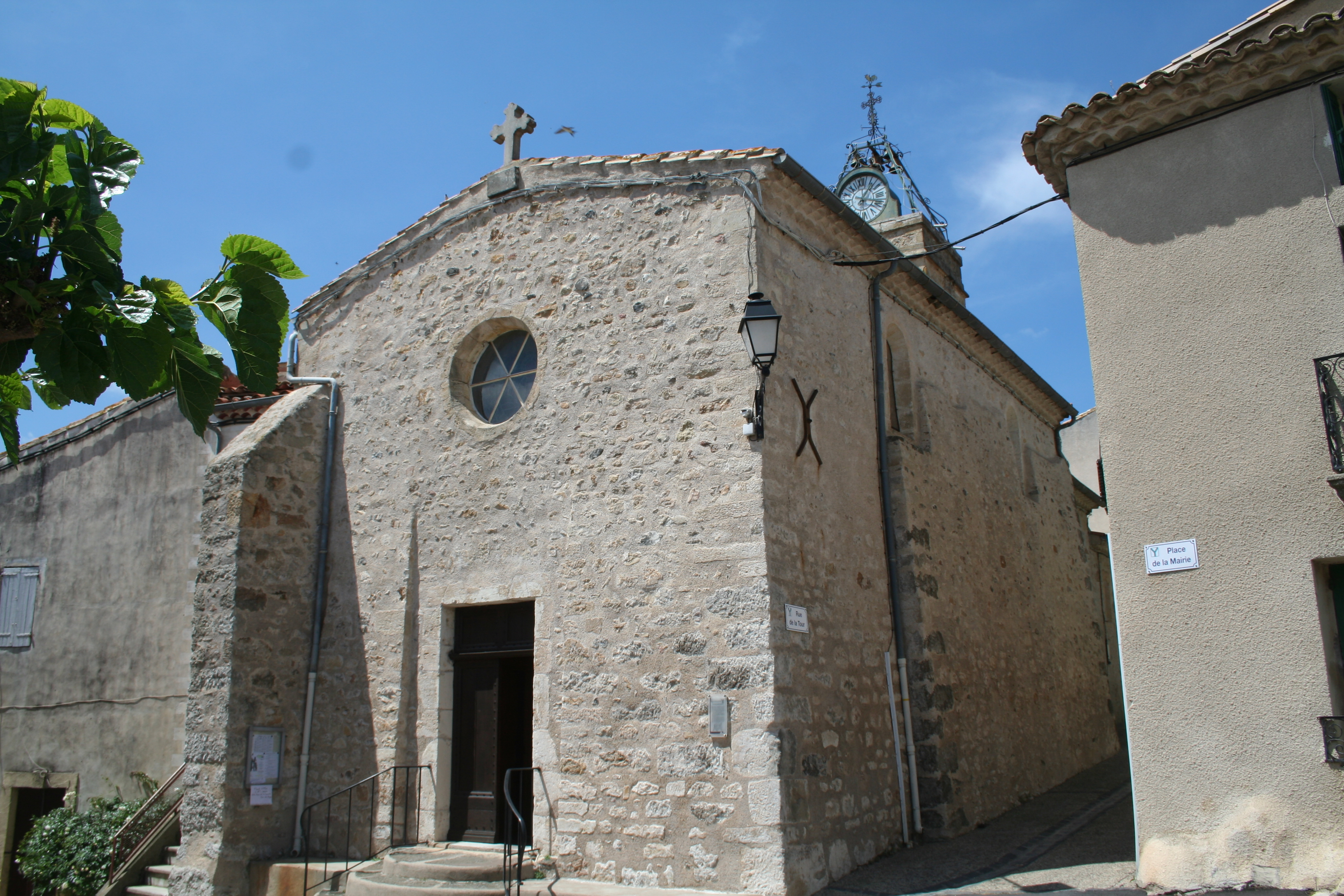
Église Saint-Martin de Lieuran-Cabrières.

### Héraldique
| Blason de Lieuran-Cabrières | Blason  | D'argent, au pairle losangé d'argent et de sinople. |
| Blason de Lieuran-Cabrières | Détails | Le statut officiel du blason reste à déterminer.    |

### Fonds d'archives
- Fonds : Archives communales déposées de Lieuran-Cabrières (1607-1902) [1,3 ml].  Cote : 138 EDT. Montpellier : Archives départementales de l'Hérault (présentation en ligne).